# Sint-Andreaskerk (Woumen)

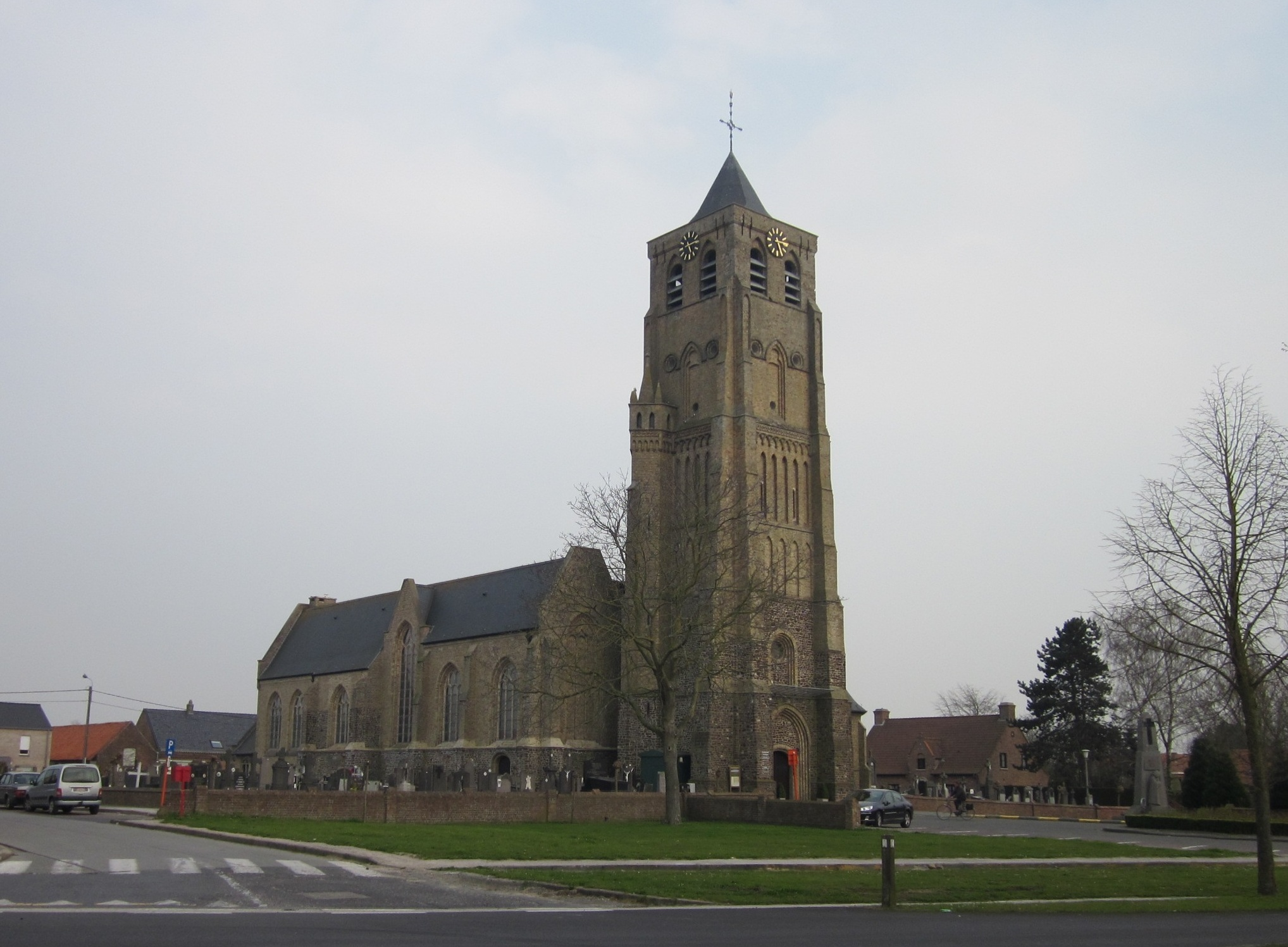
Sint-Andreaskerk

De Sint-Andreaskerk is de parochiekerk van de tot de West-Vlaamse gemeente Diksmuide behorende plaats Woumen, gelegen aan Woumenweg 251.

## Geschiedenis
Vanaf ongeveer 1100 was er sprake van een romaans kerkgebouw. De parochie was in bezit van de Abdij Sint-Jan-ten-Berg te Terwaan, terwijl ook de Sint-Bertinusabdij te Sint-Omaars er bepaalde rechten had. In de 2e helft van de 12e eeuw werd het koor van de kerk uitgebreid, en in het 2e kwart van de 13e eeuw werd een westtoren aangebouwd, terwijl einde 13e eeuw een gotisch koor werd aangebracht.
In 1583 werd de kerk verwoest door Franse troepen en omstreeks 1602 was hij hersteld, nu als een laatgotische driebeukige hallenkerk met westtoren.
Tijdens de Eerste Wereldoorlog, toen de toren door de Duitsers als uitzichtpunt werd gebruikt, werd de kerk geheel verwoest. In 1925 werd de kerk herbouwd naar het model van de verwoeste voorganger, naar ontwerp van René Cauwe. De doopkapel werd daarbij verplaatst naar de zuidzijde van de westtoren. In 1930 werd de kerk ingewijd. In 1945 werden de glas-in-loodramen vernield door een ontploffing van het munitiedepot te Houthulst.
In 1985 brak brand uit in de kerk, waarbij enkel de toren, de sacristie en de buitenmuren bleven gespaard. De kerk werd in 1986 herbouwd, nadat ook archeologisch onderzoek werd verricht. Het interieur van de kerk werd echter volledig gewijzigd en aangepast aan de vernieuwde liturgie: het werd een zaalkerk met het altaar aan de noordzijde. In 1988 werd de kerk ingewijd.
Het betreft een kerkgebouw met voorgebouwde westtoren, uitgevoerd in gele baksteen. De toren heeft zes geledingen en wordt gedekt door een tentdak. De toren wordt links geflankeerd door een traptorentje en rechts door een doopkapel.